# Felix jagter vejen til succes
Felix jagter vejen til succes er et dansk portrætprogram, der følger en række danske iværksættere. Første sæson havde premiere på TV 2 den 17. april 2013.

## Præmis
Ifølge TV 2 er programmets præmis af følge succesfulde danske iværksættere, som [...] har taget deres idé eller talent hele vejen fra nul til 100 og gjort deres drømme til virkelighed".

## Episoder

### Sæson 1
| Sendt          | Personlighed                        |
| -------------- | ----------------------------------- |
| 17. april 2013 | Bjarke Ingels (Bjarke Ingels Group) |
| 24. april 2013 | Birgit Aaby (Combi Service)         |
| ?              | Mads Peter Veiby (M1, spilnu.dk)    |
| 15. maj 2013   | Mette og Rolf Hay (Hay CPH)         |
| ?              | Charlotte Jorst (Skagen Design)     |
| ?              | Peter Beier (Peter Beier Chokolade) |

### Sæson 2
| Sendt              | Personlighed                       |
| ------------------ | ---------------------------------- |
| 3. september 2013  | Kenneth og Inger Luciani (Baresso) |
| 10. september 2013 | Allan Feldt (Aqua d'or)            |
| 17. september 2013 | Ørgreen Brilledesign               |
| 6. november 2013   | Charlotte Gueniau                  |
| 6. august 2014     | Brian Sørensen (CULT)              |